# Evropska vesoljska agencija
Evropska vesoljska agencija (angleško European Space Agency, francosko Agence spatiale européenne, nemško Europäische Weltraumorganisation), znana tudi pod angleško kratico ESA in slovensko EVA, je za evropski vesoljski program pristojna agencija s sedežem v Parizu. Ustanovljena je bila 30. maja 1975 s Konvencijo o ustanovitvi Evropske vesoljske agencije z namenom, da bi združili dva glavna evropska vesoljska programa – ELDO in ESRO – ter tako okrepili sodelovanje z ameriško agencijo NASA in drugimi vesoljskimi programi v svetu. Združitvi je prisostvovalo 10 evropskih držav. Danes agencija združuje 23 članic ter 4 nepolnopravnih članic, med katerimi je bila tudi Slovenija (polnopravna članica je postala 1. januarja 2025). Glavni cilji agencije so poleti s človeško posadko, projekt mednarodne vesoljske postaje, raziskovanje Zemlje, Lune, Marsa in drugih astronomskih teles, številne raziskave na področju vesoljske znanosti ter komercialne izstrelitve telekomunikacijskih satelitov. Izstrelišče vesoljskih poletov je v Francoski Gvajani, raziskovalna središča pa so raztresena po vsej Evropi in drugod po svetu. Celotni evropski vesoljski program temelji na raketi tipa Ariane, ki je bila razvita konec sedemdesetih in v osemdesetih let dvajsetega stoletja. Agencija trenutno za vesoljske polete uporablja raketo Ariane 5.

## Ustanovitev in zgodovina
Razvoj vesoljske znanosti se je v zahodni Evropi začel sredi petdesetih letih dvajsetega stoletja. Takrat je bil večinoma omejen z nacionalnimi mejami posameznih evropskih držav, zato so znanstveniki za večji napredek predlagali združitev evropskih vesoljskih raziskav. K združevanju jih je spodbudila tudi vse bolj zagrizena vesoljska tekma med Združenimi državami Amerike in Sovjetsko zvezo. Pobudo za združitev raziskav sta dala Pierre Victor Auger in Edoardo Amaldi. V šestdesetih letih sta bili tako v Evropi ustanovljeni dve organizaciji: ELDO (European Launch Development Organization) in ESRO (European Space Resarch Organization). Prva organizacija se je ukvarjala z razvojem vesoljskega vozila, druga pa z vrsto vesoljskih raziskav, med katerimi so imele prednost raziskave na področju telekomunikacijskih satelitov. Ta organizacija je ves čas tesno sodelovala z Naso, ki je za potrebe ESRA v vesolje izstreljevala satelite. V začetku sedemdesetih let, ko se je vesoljska tekma med ZDA in Sovjetsko zvezo umirila, je v ospredje prišel evropski vesoljski program, ki je imel jasne znanstvene cilje. Da bi evropska vesoljska organizacija postala še učinkovitejša in se tako pripravila na nove izzive prihodnosti, sta se prej ločeni organizaciji ELDO in ESRO združili. Iz omenjenih organizacij je tako leta 1975 nastala sodobna ESA.

## Članstvo in prihodki organizacije

### Članice
| Polnopravne članice         | Leto pridružitve            | Domači program              | Prispevki           | Prispevki           | Prispevki           |
| Polnopravne članice         | Leto pridružitve            | Domači program              | (mil. EUR)          | (%)                 | Na prebivalca (EUR) |
| Polnopravne članice         | Polnopravne članice         | Polnopravne članice         | Polnopravne članice | Polnopravne članice | Polnopravne članice |
| --------------------------- | --------------------------- | --------------------------- | ------------------- | ------------------- | ------------------- |
| Avstrija                    | 30. december 1986           | FFG                         | 51,2                | 1,0                 | 5,37                |
| Belgija                     | 3. oktober 1978             | BELSPO                      | 210,0               | 4,3                 | 17,82               |
| Češka                       | 12. november 2008           | CCMTSA                      | 44,7                | 0,9                 | 3,06                |
| Danska                      | 15. september 1977          | DTU Space                   | 33,8                | 0,7                 | 5,47                |
| Estonija                    | 4. februar 2015             | ESO                         | 3,7                 | 0,1                 | 1,97                |
| Finska                      | 1. januar 1995              | TEM                         | 27,4                | 0,6                 | 3,52                |
| Francija                    | 30. oktober 1980            | CNES                        | 1.311,7             | 26,9                | 14,30               |
| Grčija                      | 9. marec 2005               | HSA                         | 20,6                | 0,4                 | 0,98                |
| Irska                       | 10. december 1980           | EI                          | 24,8                | 0,5                 | 3,60                |
| Italija                     | 20. februar 1978            | ASI                         | 665,8               | 13,7                | 7,77                |
| Luksemburg                  | 30. junij 2005              | Luxinnovation               | 29,9                | 0,6                 | 44,19               |
| Madžarska                   | 24. februar 2015            | HSO                         | 11,7                | 0,2                 | 0,63                |
| Nemčija                     | 26. julij 1977              | DLR                         | 981,7               | 20,1                | 11,1                |
| Nizozemska                  | 6. februar 1979             | NSO                         | 100,3               | 2,1                 | 5,32                |
| Norveška                    | 30. december 1986           | NSA                         | 86,3                | 1,8                 | 12,09               |
| Poljska                     | 19. november 2012           | POLSA                       | 38,4                | 0,8                 | 0,91                |
| Portugalska                 | 14. november 2000           | FCT                         | 21,0                | 0,4                 | 1,77                |
| Romunija                    | 22. december 2011           | ROSA                        | 34,3                | 0,7                 | 2,18                |
| Slovenija                   | 1. januar 2016              | SPACE-SI                    | 3,2                 | 0,1                 | 1,31                |
| Španija                     | 7. februar 1979             | INTA                        | 249,5               | 5,1                 | 4,39                |
| Švedska                     | 6. april 1976               | SNSA                        | 83,2                | 1,7                 | 7,15                |
| Švica                       | 19. november 1976           | SSO                         | 167,0               | 3,4                 | 17,61               |
| Združeno kraljestvo         | 28. marec 1978              | UKSA                        | 464,3               | 9,5                 | 5,05                |
| Drugi                       |                             |                             | 181,3               | 3,7                 |                     |
| Pridružene članice          |                             |                             |                     |                     |                     |
| Kanada                      | 1. januar 1979              | CSA                         | 28,0                | 0,6                 | 0,53                |
| Latvija                     | 30. junij 2020              | MoES                        |                     |                     |                     |
| Litva                       | 21. maj 2021                | MoE                         |                     |                     |                     |
| Slovaška                    | 14 junij 2022               | SSO                         | 0                   | 0%                  | 0                   |
| Članice in sodelavke skupaj | Članice in sodelavke skupaj | Članice in sodelavke skupaj | 4.870,0             | 72,9                |                     |
| Evropska unija              | 28. maj 2004                | EUSP                        | 1.683,3             | 93,0                | 2,56                |
| EUMETSAT                    |                             |                             | 54,3                | 3,0                 |                     |
| Drugi prihodki              |                             |                             | 72,4                | 4,0                 |                     |
| Skupaj                      | Skupaj                      | Skupaj                      | 1.810,0             | 27,1                |                     |
| Skupni znesek               | Skupni znesek               | Skupni znesek               | 6.680,0             | 100,0               |                     |

### Pridružene članice
| Država    | Datum pristopa  | Domači program |
| --------- | --------------- | -------------- |
| Slovenija | 28. maj 2008    | MVŠZT          |
| Latvija   | 23. julij 2009  | MoES           |
| Slovaška  | 28. april 2010  | MoE            |
| Litva     | 7. oktober 2010 | MoE            |
| Bolgarija | 8. april 2015   | IKI-BAN        |

### Države ki sodelujejo z ESO
| Država   | Datum pristopa   | Domači program |
| -------- | ---------------- | -------------- |
| Turčija  | 15. julij 2004   | TÜBİTAK        |
| Ukrajina | 25. januar 2008  | SSAU           |
| Ciper    | 27. avgust 2009  | MoCW           |
| Izrael   | 30. januar 2011  | ISA            |
| Malta    | 20. februar 2012 | MCfST          |

## Vesoljski projekti

### Človeški vesoljski program
ESA je po ustanovitvi dajala prednost znanstvenim in komercialnim raziskavam, zato je bil človeški vesoljski program v organizaciji dolgo časa zapostavljen. Poleg tega se agencija v prvih letih ni posvečala razvoju vozila s človeško posadko, zato je program človeških poletov pretežno potekal v sodelovanju z NASO, ki je imela na tem področju bogate izkušnje. Prvi astronavt Ese v vesolju je bil Nemec Ulf Merbord, ki je tja poletel leta 1983 z Nasinim  raketoplanom Columbia. Odprava je testirala vesoljski laboratorij, ki je bil delo evropskih znanstvenikov, in je bila pomenila začetek tesnega sodelovanja med ESO in NASO na področju človeških vesoljskih raziskav. Sodelovanje pa v drugi polovici osemdesetih let ni potekalo samo z NASO, ampak so se evropski astronavti udeleževali tudi sovjetskih vesoljskih odprav.
Program se je z leti razširil, zato je bilo leta 1990 v Kölnu v Nemčiji ustanovljeno središče za selekcijo in usposabljanje astronavtov. Center je odgovoren tudi za sodelovanje z drugimi vesoljskimi agencijami, kot sta NASA in Ruska vesoljska agencija. Trenutno t. i. evropski astronavtski korpus sestavlja štirinajst astronavtov iz osmih evropskih držav, tj.  Francije, Italije, Nemčije, Belgije, Švedske, Danske, Združenega kraljestva in Nizozemske. ESA, ki nima lastnih raket za prevoz astronavtov, v ta namen uporablja ameriška in ruska vesoljska plovila. Po ukinitvi ameriškega programa Space Shuttle leta 2011 se agencija za prevoz astronavtov na mednarodno vesoljsko postajo zanaša izključno na Rusko vesoljsko agencijo ter njena vesoljska plovila Sojuz. Program je tesno povezan tudi z Mednarodno vesoljsko postajo, saj je ESA vložila znanje ter prispevala astronavte za njeno izgradnjo, razvoj in vzdrževanje. Njen največji prispevek je vesoljski laboratorij Columbus, ki je bil Mednarodni vesoljski postaji dodan leta 2008. Istega leta je bilo dokončano in preizkušeno samodejno vesoljsko plovilo Jules Vern ATV za oskrbovanje vesoljske postaje, v naslednjih mesecih in letih pa sta se vozilu priključila še Johannes Kepler ATV in Edoardo Amaldi ATV.

### Raziskovanje vesolja in Zemlje
| Plovilo                                                         | Področje    | Leto      | Stanje odprave     |
| --------------------------------------------------------------- | ----------- | --------- | ------------------ |
| Cos-B                                                           | astrofizika | 1975      | končana odprava    |
| IUE                                                             | astrofizika | 1978      | končana odprava    |
| Exosat                                                          | astrofizika | 1983      | končana odprava    |
| Giotto                                                          | Osončje     | 1985      | končana odprava    |
| Hipparcos                                                       | astrofizika | 1989      | končana odprava    |
| Ulysses                                                         | Sonce       | 1990      | končana odprava    |
| Hubble                                                          | astrofizika | 1990      | operativna odprava |
| ISO                                                             | astrofizika | 1995      | končana odprava    |
| SOHO                                                            | Sonce       | 1995      | operativna odprava |
| Cassini-Huygens                                                 | Osončje     | 1997      | odprava operativna |
| XMM-Newton                                                      | astrofizika | 1999      | operativna odprava |
| Cluster                                                         | Osončje     | 2000      | operativna odprava |
| Integral                                                        | astrofizika | 2002      | operativna odprava |
| Mars Express                                                    | Osončje     | 2003      | operativna odprava |
| Double Star                                                     | Osončje     | 2003      | operativna odprava |
| SMART-1                                                         | Osončje     | 2003      | končana odprava    |
| Rosetta                                                         | Osončje     | 2004      | operativna odprava |
| Venus Express                                                   | Osončje     | 2005      | operativna odprava |
| Proba-2                                                         | Sonce       | 2009      | operativna odprava |
| Planck                                                          | astrofizika | 2009      | operativna odprava |
| Herschel                                                        | astrofizika | 2009      | operativna odprava |
| Gaia                                                            | astrofizika | 2013      | operativna odprava |
| BepiColombo                                                     | Osončje     | 2015      | operativna odprava |
| LISA Pathfinder                                                 | astrofizika | 2015      | operativna odprava |
| Solar Orbiter                                                   | Sonce       | 2017      | operativna odprava |
| JWST                                                            | astrofizika | 2018      | operativna odprava |
| Euclid                                                          | astrofizika | 2020      | operativna odprava |
| SPICA, EChO, LOFT, MarcoPolo-R, PLATO, STE-QUEST, JUICE, CHEOPS |             | 2015–2025 | odprava v presoji  |

### Projekt Galileo
Projekt je bil zasnovan sredi devetdesetih let 20. stoletja z namenom, da bi si evropske države zagotovile natančen sistem za določanje položaja na Zemlji, deloval pa naj bi neodvisno od ameriškega sistema GPS, ruskega sistema GLONASS in kitajskega sistema Compass. Prvi koncept njegovega delovanja je bil predstavljen leta 1999, dejanski razvoj pa se je začel maja 2003 s podpisom sodelovanja med Evropsko unijo in ESO. Za razliko od ameriškega sistema GPS, ki je pod nadzorom oboroženih sil, projekt Galileo daje prednost civilnim uporabnikom in ga je mogoče izklopiti samo v izrednih okoliščinah. Prav zato je že na samem začetku postal predmet spora z ZDA, ki so se bale, da bi ga lahko uporabili njeni nasprotniki. Poleg ostrega nasprotovanja ZDA so projekt sprva pestile finančne težave in se je zdelo, da bo propadel zaradi nezadostnih sredstev. S finančnim posredovanjem Evropske unije in tujih vlagateljev je znova zaživel in leta 2005 so v Zemljino orbito izstrelili prvi testni satelit GIOVE-A, temu pa je leta 2008 sledil še GIOVE-B. Prva dva operativna satelita od skupno tridesetih so v orbito izstrelili 21. oktobra 2011, naslednja dva pa 12. oktobra 2012. Namen teh satelitov je bil testirati delovanje sistema, celotni sistem pa je postal operativen decembra 2016. Danes ga nominalno sestavlja 30 satelitov (24 operativnih, 6 rezervnih) in omogoča natančnost lociranja na 20 cm.

### Rakete
Evropska vesoljska agencija je bila ustanovljena z namenom, da bi evropskim državam omogočila samostojen dostop do vesolja, zato je bil njen glavni cilj razvoj nosilne rakete. Razvoj se je začel leta 1974, raketo pa so poimenovali Ariane po Ariadni, grški boginji, ki je Tezeju pomagala premagati Minotavra. Prva evropska raketa Ariane je v vesolje poletela 24. decembra 1979. Od takrat do danes se je zvrstila že cela serija raket. ESA trenutno uporablja tri tipe raket: Ariane 5, Sojuz-2 in Vega.
Dvostopenjska raketa Ariane 5 je zadnja iz serije raket Ariane. Uporabljati so jo začeli leta 1997, ko so prenehali uporabljati raketo tipa Ariane 4. Je najmočnejša raketa ESE, saj lahko v vesolje ponese od 6 do 21 ton tovora (količina tovora je odvisna od orbite, v kateri bo satelit). V sredini leta 2024 je načrtovana izstrelitev rakete Ariane 6, ki bo imela močnejše motorje in bo še zmogljivejša od svojih predhodnic.
Sojuz-2 je dvo- do tristopenjska raketa za srednje tovore z maso do 7,8 tone. Je produkt skupnega evropsko-ruskega sodelovanja, katerega glavni namen je bil znižati stroške poleta in povečati zanesljivost delovanja rakete (raketa Sojuz ima štiridesetletno zgodovino izredno zanesljivega delovanja). Raketo izdelujejo v Rusiji ter nato njene dele pošljejo na izstrelišče v Francoski Gvajani, kjer jo sestavijo in pripravijo za izstrelitev. Prvič je poletela 21. oktobra 2011, ko je v vesolje ponesla prva dva satelita navigacijskega sistema Galileo.
Vega je štiristopenjska raketa, namenjena za izstreljevanje lažjih tovorov z maso do 2,5 tone. Raketa je produkt sodelovanja med Italijansko vesoljsko agencijo in ESO. Njen razvoj se je začel leta 1998, prva uspešna izstrelitev pa je bila izvedena 13. februarja 2012 v Francoski Gvajani. ESA uporablja to raketo za izstreljevanje raziskovalnih satelitov v nizko Zemljino orbito.
- Ariane 5
- Sojuz 2
- Vega